# Irena
Irena je žensko osebno ime.

## Izvor imena
Ime Irena izhaja iz grškega imena Ειρηνη (Eirēnē). Tako se je imenovala grška boginja sreče. Ime je povezano z grško besedo ειρηνη (eirēnē) v pomenu besede »mir«.

## Različice imena
Ira, Iren, Irenca, Irene, Ireneja, Irenica, Irenja, Irenka, Irina, Irinka, Irja, Irka, Rina

## Tujejezikovne oblike imena
- pri Angležih, Fincih, Islandcih, Italijanih, Madžarih, Nemcih, Nizozemcih, Norvežanih, Švedih: Irene
- pri Čehih, Poljakih, Slovakih: Irena
- pri Grkih: Eirēnē
- pri Rusih: Ирина (Irina)

## Pogostost imena
Po podatkih Statističnega urada Republike Slovenije je bilo na dan 31. decembra 2007 v Sloveniji število ženskih oseb z imenom Irena: 12.736. Med vsemi ženskimi imeni pa je ime Irena po pogostosti uporabe uvrščeno na 3. mesto.

## Osebni praznik
V našem koledarju z izborom svetniških imen, udomačenih med Slovenci in njihovimi godovnimi dnevi po novem bogoslužnem koledarju je ime Irena zapisano 4 krat. Pregled godovnih dni v katerih poleg Irene goduje še Miroslava  in osebe katerih imena nastopajo kot različice navedenih imen.
- 21. februar, Irena Rimska, devica († 21. feb. 4.st.)
- 5. april, Irena, makedonska mučenka († 5. apr. 304)
- 18. september, Irena, žena bizantinskega cesarja Ivana II. in  ciprska mučenka († 18. sep. 1124)
- 20. oktober, Irena, mučenka s Portugalskega.

## Zanimivost
Iz slovenske književnosti je znana Irena, junakinja Finžgarjevega romana Pod svobodnim soncem.